# Patrick Kwok-Choon
Patrick Kwok-Choon (nacido el 19 de noviembre de 1988) es un actor canadiense, mejor conocido por sus papeles recurrentes como Perry Crofte en la adaptación televisiva de la miniserie de cómics de terror western Wynonna Earp y como el teniente comandante Gen Rhys en el drama de ciencia ficción de CBS Star Trek: Discovery.

## Vida y educación
Kwok-Choon nació en Montreal, de padres chino-mauricianos. Tiene una licenciatura en Artes y Ciencias en Estudios de Comunicación de la Universidad Concordia. Posteriormente se mudó a Toronto para asistir a la Escuela de Teatro George Brown. Poco después de graduarse, le ofrecieron un puesto en el Consejo Asesor de la Escuela de Teatro George Brown.
En 2014, de 600 postulantes, fue uno de los diez artistas a los que se les ofreció una beca para formarse en el Conservatorio de Actores CFC.
Kwok-Choon es un experto artista marcial en taekwondo y muay thai. También tiene cinturón negro en krav magá.
Actualmente reside y trabaja en Toronto, Ontario, y Los Ángeles, California.

## Carrera
Kwok-Choon consiguió su primer papel protagónico inmediatamente después de graduarse. Interpretó a Ferdinand en la producción de La tempestad del Canadian Stage. Mientras el espectáculo estaba en marcha, fue contratado nuevamente por Canadian Stage para ensayar y actuar en Rock 'n' Roll de Tom Stoppard. Rock 'n' Roll fue dirigido por Donna Feore, la esposa de la leyenda del cine y el teatro canadiense Colm Feore. "Rock 'n" Roll" se representó en el Centro de Artes St. Lawrence en Toronto, Ontario y en el Teatro Citadel en Edmonton, Alberta.
En 2010, interpretó el personaje principal en el estreno mundial de A Boy Called Newfoundland de Graeme Gillis en el Teatro Tarragon.
También ha actuado en teatros de todo el país, más notablemente en Theatre Passe Muraille, Factory Theatre, The Toronto Fringe Festival y en 2012 en el Teatro Princesa de Gales en Caballo de guerra.
Kwok-Choon interpretó al soldado David Taylor en la coproducción de Caballo de guerra entre el Teatro Nacional de Londres y Mirvish. También sirvió como uno de los principales titiriteros del espectáculo y fue entrenado por la Handspring Puppet Company.
El papel decisivo de Kwok-Choon en la televisión fue en la película Befriend and Betray de Global TV, dirigida por Ken Girotti, seguida por la película de CBC Television Sunshine Sketches of a Little Town, dirigida por Don McBrearty. También apareció como estrella invitada en Rookie Blue, Nikita y Lucky 7.
El papel más notable de Kwok-Choon fue el de Seth Park, protagonista de Open Heart, una serie de televisión de drama y misterio estadounidense/canadiense de 2015 producida por la unidad Epitome Pictures de DHX Media en asociación con Marblemedia. Se emitió por primera vez el 20 de enero de 2015 en TeenNick en los Estados Unidos.
En 2015, Kwok-Choon interpretó a Jung en la aclamada obra Kim's Convenience de la Soulpepper Theatre Company en el St Lawrence Centre for the Arts.
En 2017, Kwok-Choon consiguió un papel recurrente como Gen Rhys en el programa aclamado por la crítica Star Trek: Discovery para CBS.
En 2022, prestó su voz a Yong Bao en el doblaje estadounidense de la serie de televisión animada infantil Thomas y sus amigos: Trenes a todo vapor.
En 2023, Kwok-Choon firmó con la agencia de talentos Buchwald, supuestamente para atraer nuevos papeles cinematográficos elevando su perfil en la industria. Poco después, fue elegido para interpretar un papel secundario en la película de Joaquin Phoenix Beau tiene miedo, dirigida por Ari Aster. La película surrealista de A24 cuenta la historia de un hombre paranoico que se embarca en una odisea épica para regresar a casa con su madre.

## Filmografía

### Cine
| Año  | Título                          | Papel                                | Notas           |
| ---- | ------------------------------- | ------------------------------------ | --------------- |
| 2013 | Nurse 3D                        | Técnico en emergencias médicas n.º 1 |                 |
| 2014 | Beethoven's Treasure Tail       | Justin                               | Directo a video |
| 2014 | Bottomfeeder                    | Wick                                 | Cortometraje    |
| 2014 | Steak Juice                     | Max                                  | Cortometraje    |
| 2015 | My Ex-Ex                        | Dan                                  |                 |
| 2021 | La Patrulla Canina: La Película | Voces adicionales (voz)              |                 |
| 2023 | Beau tiene miedo                | Actor de teatro                      |                 |

### Televisión
| Year         | Title                                    | Role                          | Notes                                                 |
| ------------ | ---------------------------------------- | ----------------------------- | ----------------------------------------------------- |
| 2010         | Covert Affairs                           | DCS Staffer                   | Episode: "Fool in the Rain"                           |
| 2010         | Being Erica                              | Doctor joven                  | Episodio: "Physician, Heal Thyself"                   |
| 2011         | Befriend and Betray                      | Bunny Ho                      | Película para TV                                      |
| 2011         | Rookie Blue                              | Kenny Chan                    | Episodio: "Brotherhood"                               |
| 2011         | The Ron James Show                       | Tim                           | Episodio: "Math Problem"                              |
| 2012         | Sunshine Sketches of a Little Town       | Mallory Tompkins              | Película para TV                                      |
| 2013         | Nikita                                   | Jason                         |                                                       |
| 2013         | Alice                                    | David                         |                                                       |
| 2014         | The Best Laid Plans                      | Michael Zaleski               | 3 episodios                                           |
| 2014         | Lucky 7                                  | O                             | Episodio: "Five More Minutes"                         |
| 2015         | Open Heart                               | Seth Park                     | 12 episodios                                          |
| 2015         | Backpackers                              | Simon                         | 5 episodios                                           |
| 2015         | Remedy                                   | Oficial Eddie Lee             | Episodio: "Looking for Satellites"                    |
| 2016         | Shoot the Messenger                      | Roger Deacon                  | 4 episodios                                           |
| 2016         | Man Seeking Woman                        | Spencer                       | Episodio: "Wings"                                     |
| 2017         | Some Kind of Life                        | Daniel                        | Episodios: "Some Kind of Hope" y "Some Kind of Trust" |
| 2017         | Ransom                                   | Kaus Cheng                    | Episodio: "Say What You Did"                          |
| 2017         | Wynonna Earp                             | Perry Crofte                  | 3 episodios                                           |
| 2017–2024    | Star Trek: Discovery                     | Gen Rhys                      | Papel recurrente                                      |
| 2017         | Odd Squad                                | Taekwon-Do Tony / Karate Karl | 2 episodios                                           |
| 2017         | Dark Matter                              | Ferrous Capt                  | Episodio: "Nowhere to Go"                             |
| 2018         | Cardinal                                 | Dr. Chin                      | Episodios: "Wombat" y "Northwind"                     |
| 2019         | Hudson & Rex                             | Sebastian Todd                | Episodios: "Trial and Error" y "The Mourning Show"    |
| 2019         | Private Eyes                             | Donnie Chow                   | Episodio: "It Happened One Fight"                     |
| 2021         | SurrealEstate                            | Duncan                        | Episodio: "A House Is Not a Home"                     |
| 2022–present | Thomas y sus amigos: Trenes a todo vapor | Yong Bao (voz)                | Doblaje de Estados Unidos                             |